# Tridactyle flabellata
Tridactyle flabellata är en orkidéart som beskrevs av Phillip James Cribb. Tridactyle flabellata ingår i släktet Tridactyle och familjen orkidéer. Inga underarter finns listade i Catalogue of Life.